# Свети Мина (училище в Негуш)
„Свети Мина“ (на гръцки: Σχολείου του Αγίου Μηνά) е историческа училищна постройка в град Негуш (Науса), Гърция.
Училището е разположено в центъра на града на улица „Софоклис Венизелос“ № 3, до църквата „Свети Мина“.
Сградата е построена в 1911 година, но училището започва да функционира в 1921 година или 1926 година. То е първото училище в Егейска Македония, което има кино и радиоапарат.
В 1986 година сградата е обявена за паметник на културата.
Днес в сградата се помещават Първо и Второ основно училище.